# Little Miss Sunshine
Little Miss Sunshine er en amerikansk dramakomediefilm fra 2006 instrueret af Jonathan Dayton og Valerie Faris. Filmen har bl.a. Greg Kinnear, Toni Collette og Abigail Breslin på rollelisten.

## Medvirkende
- Greg Kinnear
- Toni Collette
- Paul Dano
- Abigail Breslin
- Alan Arkin
- Steve Carell
- Marc Turtletaub
- Jill Talley
- Brenda Canela
- Julio Oscar Mechoso
- Chuck Loring
- Justin Shilton
- Gordon Thomson
- Mary Lynn Rajskub
- Steven Christopher Parker
- Bryan Cranston
- Lauren Shiohama
- Dean Norris

## Ekstern henvisning
- Little Miss Sunshine på Internet Movie Database (engelsk)
- Little Miss Sunshine på Filmdatabasen
- Little Miss Sunshine på Scope
- Little Miss Sunshine i Svensk Filmdatabas (svensk)
- Little Miss Sunshine på AlloCiné (fransk)
- Little Miss Sunshine på MovieMeter (nederlandsk)
- Little Miss Sunshine på AllMovie (engelsk)
- Little Miss Sunshine hos American Film Institute (engelsk)
- Little Miss Sunshines profil hos Encyclopædia Britannica Online (engelsk)
- Little Miss Sunshine på Turner Classic Movies (engelsk)